# Matteo Ferrari
Matteo Ferrari (Aflou, Argélia, 5 de dezembro de 1979) é um ex-futebolista italiano, nascido na Argélia, que atuava como defensor, medalhista olímpico em Atenas 2004.

## Carreira
Disputou duas Olimpíadas, devido a sua idade precoce em Sydney 2000., ele também representou a Seleção Italiana de Futebol nas Olimpíadas de 2004, que conquistou a medalha de bronze.